# Lee Grant
Lee Grant, pseudônimo de Lyova Haskell Rosenthal (Nova Iorque, Nova Iorque, 31 de outubro de 1925) é uma atriz estadunidense de cinema, teatro e televisão. Durante a década de 1950 foi tachada de comunista e passou a integrar a lista negra de Hollywood, sendo impedida de trabalhar nas produções dos grandes estúdios. Entretanto, se consagrou anos mais tarde, em 1975, ao receber o Oscar de melhor atriz (coadjuvante/secundária) por sua atuação em Shampoo.

## Filmografia parcial
- 1951: Detective Story
- 1963: The Balcony
- 1967: In the Heat of the Night
- 1967: Valley of the Dolls
- 1970: The Landlord
- 1970: There Was a Crooked Man...
- 1971: Plaza Suite
- 1975: Shampoo
- 1976: Voyage of the Damned
- 1977: Airport '77
- 1978: Damien: Omen II
- 1978: The Swarm
- 1984: Teachers
- 1992: Something to Live for: The Alison Gertz Story
- 2000: Dr. T and the Women
- 2001: Mulholland Drive